# Harold S. Johnston
Harold „Hal“ Sledge Johnston (* 11. Oktober 1920 in Woodstock, Georgia; † 20. Oktober 2012 in Kensington, Kalifornien) war ein US-amerikanischer Chemiker, der sich mit Chemie der Atmosphäre und chemischer Kinetik in der Gasphase befasste.
Johnston studierte Chemie an der Emory University mit dem Bachelor-Abschluss 1941 und am Caltech (unterbrochen von 1942 bis 1945 vom Zweiten Weltkrieg als Mitglied des National Defense Research Committee am Caltech), an dem er 1948 in Chemie bei Don Merlin Lee Yost promoviert wurde. Danach war er an der Stanford University, wo er Associate Professor wurde, und 1956/57 Associate Professor am Caltech. 1955 wurde er Sloan Research Fellow. Von 1957 bis zur Emeritierung 1991 war er Professor für Chemie an der University of California, Berkeley. Von 1966 bis 1970 war er Dekan der Chemie-Fakultät.
Er ist vor allem für seine 1971 in Science veröffentlichte Arbeit bekannt, die den schädlichen Einfluss von Stickoxiden aus Flugzeugen auf die Ozonschicht in der Stratosphäre zeigte. Das führte zu einer kontroversen öffentlichen Diskussion und heftiger Kritik, trug aber auch zu einer beginnenden Sensibilisierung der Öffentlichkeit für die globalen Auswirkungen menschlichen Handelns bei.
Er war für intellektuelle Integrität bekannt: Als ihn General Motors um eine Beurteilung des für seine Smog-Forschung bekannten Arie Jan Haagen-Smit bat und er diese positiv beurteilte, endete die Zusammenarbeit mit der Autofirma abrupt.
In seinem Buch von 2003 A bridge not attacked erzählt er teilweise aus eigener Erfahrung im National Defense Research Council (NDRC), Abteilung 9 und 10, im Zweiten Weltkrieg von US-Forschung zu chemischen Kampfstoffen und der Verteidigung gegen diese. Johnston war im Labor (Phosgen) und danach an Feldtests beteiligt (Phosgen, Senfgas, Chlorcyan, Blausäure). Die Tests zur Ausbreitung der Giftgaswolken fanden in der Mojave-Wüste, am Stinson Beach in Kalifornien, in einem Sumpf bei Bushnell in Florida, am Mount Shasta (wobei das Phosgen-Gas mit Stinktiergeruch versehen war, was von den Einwohnern des benachbarten kleinen Ortes Shasta nicht unbemerkt blieb – als diese sich über eine Stinktierplage beschwerten wurde das Projekt abgebrochen) und im Dschungel auf San José Island vor Panama statt.
1997 erhielt er die National Medal of Science und 1993 den NAS Award for Chemistry in Service to Society. Außerdem erhielt er 1983 den Tyler World Prize for Environmental Achievement und 1998 die Roger Revelle Medal  der American Geophysical Union. Er war Fellow der National Academy of Sciences (1965), der American Association for the Advancement of Science, der American Physical Society und der American Academy of Arts and Sciences (1972). 1960/61 war er als Guggenheim Fellow in Belgien und 1964 war er Gastprofessor in Rom.
Von 1977 bis 1982 war er Mitherausgeber des Journal of Geophysical Research. Zu seinen Studenten in Stanford zählte Dudley R. Herschbach.
Er war seit 1948 mit Mary Ella Stay verheiratet und hatte vier Kinder.

## Schriften
- Gas phase reaction rate theory, New York: Ronald Press 1966
- Gas phase reaction kinetics of neutral oxygen species, National standard reference data series, National Bureau of Standards, Washington D. C. 1968
- A bridge not attacked : chemical warfare civilian research during World War II, World Scientific 2003